# 빼꼼
《빼꼼》은 RG 애니메이션 스튜디오와 시너지미디어에서 만든 대한민국과 중국의 애니메이션 TV 시리즈이다. 5분 내외의 단편으로 구성되어 있다. 2006년 한국교육방송공사에서 처음 방영되었다. 빼꼼은 같은 해에 투니버스와 애니맥스에서도 방영했다. 시즌 3는 2014 소치 동계올림픽을 기념하기 위해 제작됐었다. 이후 중국의 애니메이션 제작사 알파가 인수한 후, 시즌 4부터는 알파가 제작한다.

## 등장인물
- 빼꼼 : 이 작의 주인공. 강한 괴력과 거대한 몸집을 지녔다. 덤벙대고 괄괄하지만 순수한 성격을 지녔다. 그는 물품을 건드리기만 하면 엉망진창으로, 아예 파손해 버린다. 좋아하는 것은 생선, 도넛. 성우는 김태균.
- 후다닥 : 수컷 도마뱀. 캐릭터들 중 성격이 난폭하고 원숭이 울음소리를 낸다.[내용주 1] 성우는 빼꼼과 동일한 김태균.
- 꽁꽁 : 수컷 펭귄. 씩씩하고 의젓한 성격이다. 간섭받는 것을 싫어한다. 1기에서는 간혹 오리처럼 꽥꽥 소리를 낸다. 성우는 박상호.
- 도도 : 암컷 펭귄. 예쁘장하며, 공주병이 심하지만 섬세하고 침착하다. 성우는 장현주.
- 꼴통 : 작고 아담한 강아지. 치와와이고, 누군가가 자극을 하거나 첫장면의 곰인형을 안고 등장한 베베와 빼꼼과 마주치면 사납게 짖어댄다. 그 뒤에 베베를 걱정해주는 착한 면을 보인다. 성우가 없는 대신 개가 짖는 효과음으로 대체된 것으로 추정된다.
- 베베 : 인간 아이. 아직 아기이다. 극장판에서만 등장한다. 어느 정도 나이가 되는 아이임에도 아직 말을 하지 못한다. 본편에서는 간접 등장하는데, 1기 산악 마라톤에서 얼굴은 보이지 않지만 베베로 추정되는 캐릭터가 신호총을 쏘거나, 빼꼼이 주로 먹는 시리얼의 상자에 그려져 있는 모습으로 그림으로만 잠깐 등장한다. 성우는 지원숙.

## 에피소드
한때 유튜브로는 플레이애니나 플레이키즈에서 전편을 시청할 수 있었으나 계약 문제 때문인지 현재 모두 비공개되었다.

### 1기
1화:스카이다이빙
2화:외계인과의 만남
3화:헬스클럽
4화:빙벽타기
5화:복수혈전
6화:다이빙
7화:익스트림 스포츠
8화:스키타기
9화:산행
10화:꽃을 살려라
11화:자동차 여행
12화:스쿠버다이빙
13화:무인도
14화:자판기
15화:쥐잡기
16화:야구
17화:그네타기
18화:TV보기
19화:볼링
20화:회전문
21화:자동차 경주
22화:카트
23화:농구
24화:골프
25화:박물관에서
26화:경비원
27화:풍선, 사진찍기
28화:나방의 꿈
29화:피자배달
30화:외발자전거
31화:감옥탈출
32화:자다가 생긴 일
33화:저주의 펜던트
34화:잠자기
35화:소매치기
36화:투우
37화:기찻길
38화:모터보트
39화:슈퍼마켓
40화:멧돼지
41화:로봇 1
42화:바퀴벌레 1
43화:로봇 2
44화:꼴통
45화:집 떠나기
46화:산악 마라톤
47화:오아시스
48화:외계인과의 만남 2
49화:운수 좋은 날
50화:창문닦기
51화:보물찾기
52화:바퀴벌레 2

### 2기
1화:오케스트라, 무료입장
2화:채플린 빼꼼, 도도 구하기
3화:크리스마스, 검도
4화:부메랑, 번지점프 1
5화:마술램프, 조립라인
6화:인라인 스케이트, 스케이트보드
7화:헬스클럽 2, 다이어트
8화:마술사, 기부하기
9화:동물원, 포토부스
10화:번지점프 2, 복싱
11화:낚시, 신문 배달
12화:보이스카우트 1, 외나무다리
13화:열기구, 성화봉송
14화:스케이트, 스쿠버다이빙 2
15화:축구, 포켓볼
16화:오페라/지하철, 놀이공원 1
17화:사과도둑, 놀이공원 2
18화:화석, 엘리베이터
19화:생일, 연날리기
20화:식충식물, 잔디깎기
21화:TV보기 2, 원숭이 숲
22화:사우나, 공사장
23화:달나라여행, 보이스카우트 2
24화:신호등, 유령의 집

### 3기
1화:탁구, 에어로빅, 수영, 윈드서핑
2화:경기장 가는 길, 스키, 핸드볼, 해머 던지기
3화:배드민턴, 마라톤 2, 펜싱, 펠로타
4화:스키 2, 장대 높이뛰기, 창던지기, 역도
5화:양궁, 가라데, 패들 테니스, 스포츠 기자
6화:경보, 모터 레이싱, 체스, 골볼
7화:농구 2, 실내축구, 철인3종 경기, 높이뛰기
8화:마장마술, 리듬체조, 마라톤 3, 럭비
9화:단거리 경주, 스노우보드, 테니스 2, 하키
10화:축구 2, 비치 발리볼, 모터사이클, 올림픽 경기장
11화:기계체조, 테니스 3, 휠체어 농구, 유도
12화:경보 2, 산악 자전거, 카누, 패러글라이딩
13화:멀리뛰기, 농구 3, 사이클, 요트경기

### 파일럿판
빼꼼이 사망한 에피소드일 경우 마지막에 나오는 RG 애니메이션 스튜디오의 로고 배경에서 헤일로를 머리에 단 채 뛰어간다.

#### 2002년
- 껌[내용주 12]
- 사진찍기[내용주 13]
- 자판기[내용주 14]
- 오아시스
- 바위
- 우울한 뇌우

#### 2003년
- 골프
- 러닝머신
- 풍선

#### 2005년
- 만남
- 행글라이딩
- 패러글라이딩

#### 날짜 불명
- 난 하늘이 좋아
- 빙벽타기 (가칭)

## 빼꼼이 저지른 물품 피해 목록

### 1기
- 스카이다이빙: 우산 파손함, 자신이 가방에서 꺼내 던진 볼링공으로 인한 냄비 파괴함

- 외계인과의 만남: TV에 안테나까지 뽑고 쓰러트린 것 외에는 없음[내용주 15]

- 헬스클럽: 역기, 런닝머신 파손함

- 빙벽타기: 피켈 2개 분실함, 빙벽 무너뜨림

- 복수혈전: 기왓장 10장, 바위 1개, 전봇대 파괴함, 박치기(헤딩)(으)로 자신의 생선 석상을 토막냄[내용주 16]

- 다이빙: 다이빙대 7개 파괴함

- 익스트림 스포츠: 행글라이더 손잡이 파손함, 선인장 4그루 부러뜨림, 거대 선인장 무너뜨림

- 스키타기: 발사 신호기총으로 빙산을 향해 발사하여 산사태를 일으킴, 점프를 하는 바람에 빙벽 무너뜨리고 빙벽과 함께 추락함

- 산행: 우산을 찢기고 번개에 맞아 재가 되어 사망함[내용주 17]

- 꽃을 살려라: 없음[내용주 18]

- 자동차 여행: 선인장 가지 부러뜨림

- 스쿠버다이빙: 없음

- 무인도: 야자수 1그루 방화로 소실함

- 자판기: 자판기 전선 절단함

- 쥐잡기: 자신의 그림이 있는 액자 파괴함, 스탠드, 선반 파손함

- 야구: 피칭머신[내용주 19], 차단기 파손함

- 그네타기: 열매 4개 떨어뜨린 것 외에는 없음

- TV보기: 꽁꽁이 자신한테 준 텔레비전 고장냄[내용주 20], 책장 넘어뜨림

- 볼링: 없음[내용주 21]

- 회전문: 회전문 고장냄, 선물상자 모조리 찌끄러뜨림

- 자동차 경주: 스낵카트, 상가 초토화함, 자신의 자동차 침몰시킴[내용주 22]

- 카트: 후다닥의 공격으로 자신의 스쿠터 파손함, 트럭에 실려있는 드럼통에 줄을 절단해 쏟아지게 함, 자신이 개조한 카트 파손함[내용주 23]

- 농구: 농구골대 1개 파괴함

- 골프: 골프 깃대 부러뜨림, 골프카트 파손함[내용주 24]

- 박물관에서: 고대 유물들 대박살냄

- 경비원: 중세 갑주, 항아리 5개 파괴함, 이집트 미라 훼손함

- 풍선: 가로등 파괴함, 풍선을 터뜨리고 그 자리에서 기절함

- 사진찍기: 촬영장 넘어뜨림[내용주 25]

- 나방의 꿈: 전구 1개 깨뜨림, 사과를 밟고 미끄러지는 바람에 거미를 삼키고 쓰러짐

- 피자배달: 미라 훼손함, 기사 갑주 파괴함

- 외발자전거: 파라솔 파괴함, 원래는 세발자전거였는데 망가뜨려서 외발자전거가 됨, H빔에 깔려 압사함

- 감옥탈출: 돌, 선인장, 해골 2명 등 몇 개 제외하면 없음

- 자다가 생긴 일: 침대 부러뜨림, 전화기 고장냄, 선반에 있던 피켈 1개 떨어뜨리고 가시 쏟아져 나오게 함, 창문과 같이 고층에서 추락함

- 저주의 팬던트: 팬던트 소유로 인한 벤치 및 가로등, 철봉 파괴함과 트럭에 실려 있던 드럼통 3개 쏟음, 집 폭발로 인해 폭사함[내용주 26]

- 잠자기: 알람시계 파괴함, 충격으로 액자와 벽시계, 거울 떨어뜨림

- 소매치기: 상자 찢음, 빨랫줄 풀리게 함

- 투우: 물레타가 걸린 거치대 파손함, 들소 운반용 트럭 짐칸 찢음

- 기찻길: 자신의 자동차 파손함, 선물상자 7개 파괴함[내용주 27]

- 모터보트: 모터보트 핸들 파손함[내용주 28]

- 슈퍼마켓: 카트 손잡이 파손함, 오일통, 다트판 및 화살 떨어뜨림, 상품 진열대 모조리 넘어뜨림[내용주 29]

- 멧돼지: 벌집 떨어뜨림[내용주 30]

- 로봇1: 자신이 구입한 로봇청소기 폭발시킴[내용주 31]

- 바퀴벌레 2: 전등 1개 깨뜨림, 천사상 1개 떨어뜨림, 바퀴벌레 퇴치용 가스탄 오발함[내용주 32]

- 로봇2: 로또 1등 당첨 복권 소실함, 로봇청소기 폭발시킴[내용주 33]

- 꼴통: 벽돌담 반파함, 버스 정류장 간판 떨어뜨림, 자신의 축구공 터뜨림

- 집 떠나기: 이글루 붕괴함

- 산악 마라톤: 도착 지점 깃발 파괴함, 바위에 깔려 압사함[내용주 34]

- 오아시스: 없음[내용주 35]

- 외계인과의 만남2: 새총으로 깡통 4개 맞춘 것 외에는 없음[내용주 36]

- 운수 좋은 날: 냉동 생선 트럭 전신주 충돌 유도함, 전신주 넘어뜨리고 부서뜨림

- 창문닦기: 유리창 깨뜨림, 창문닦기용 기구 파손함 및 분실함

- 보물찾기: 횃불 1개, 보물상자 반파함

- 바퀴벌레2: 액자 안내판 1개, 출구 안내판 1개 떨어뜨림, 청소 도구 넘어뜨림, 탁자 1개, 지하실 바닥, 항아리 3개 파괴함, 선반 2개 떨어뜨림[내용주 37]

### 2기
- 헬스클럽2: 바벨로 헬스클럽 바닥 파손함

- 축구: 없음

- 도도 구하기: 나무가 있는 땅을 뿌리째 뽑아 쓰러뜨림

- 낚시: 낚싯대, 양동이 분실함

- 화석: 없음

- 다이어트: 의자, 벤치 파괴함

- 번지점프1: 없음

- 번지점프2: 가로등 파손함, 아이스크림 녹아내리게 함, 피사의 사탑에 깔려 압사함

- 보이스카우트1: 철봉 8개 무너뜨림

- 복싱: 복싱 기구, 심판용 종 파손함

- 검도: 없음

- 마술램프: 탁자 파손함, 자동차 1대 파손함, 경보 시스템 작동함, 박물관 천장 파괴함

- 성화봉송: 횃불 1개 꺼지게 함[내용주 38], 나무 1그루 소실함[내용주 39]

- 기부하기: 창문 1개 떨어뜨려 파괴함, 파이프 구부러뜨림, 둥지 떨어뜨림

- 엘리베이터: 상자를 납작하게 찌끄러뜨림, 자신이 무심코 던져서 버린 작은 바퀴가 에스컬레이터 레버를 건드려 에스컬레이터를 빠른 속도로 역주행 시키고 넘어짐

- 무료입장: 선인장 가지 부러뜨림

- 외나무다리: 외나무다리 1개 침몰시킴, 돌들이 떨어지고 이후 위에 놓은 외나무다리 1개를 쪼개지게 하고 떨어짐

- 스케이트: 나뭇가지 1개 부러뜨림, 얼어붙은 호수의 얼음 깨뜨림, 스케이트 금지 표지판 부러뜨림

- 부메랑: 건물 일부 무너져 내리게 함[내용주 40]

- 열기구: 아이스크림 1개를 꽁꽁의 머리 위에 떨어뜨림, 자신이 구매한 풍선 다발을 모조리 날려버림, 자신이 만든 에드벌룬의 열기구가 송전선에 닿아 감전되어 폭발시킴

- 인라인스케이트: 없음

- 신문 배달: 쓰레기통 1개 넘어뜨림, 신문 모조리 분실함

- 연날리기: 가로등 전구 1개 떨어뜨림, 연 밧줄 끊음, 지붕 및 천장, 안테나 일부 떨어뜨림, 자신의 연 파손함

- 조립라인: 조립 기계 고장냄

- 스쿠버다이빙2: 손전등 분실 이외에는 없음

- 오케스트라: 무대 위에 비치된 악기들 모조리 파손함

- 마술사: 마술 공연장 초토화함

- 포토부스: 꽃병 5개 떨어뜨림

- 크리스마스: 소음기 오발함, 크리스마스 트리 넘어뜨림, 눈사람 훼손함

- 식충식물: 자신이 준비했던 도넛을 식충식물이 모조리 먹어치움

- 스케이트보드: 의자 파괴함, 쓰레기장이 아수라장이 됨

- 포켓볼: 없음

- 지하철: 쓰레기통 1개 파손함, 동전을 지하철역으로 굴러떨어지게 함[내용주 41]

- 오페라: 도넛 3개를 도도의 얼굴에 맞추게 함, 상자 무너뜨림

- 동물원: 과자로 새에게 야골리다가 봉지째로 빼앗김, 나무 쓰러뜨림[내용주 42]

- 잔디깎기: 울타리 일부 파괴함, 잔디깎기 폭발시킴

- 채플린 빼꼼: 화분 넘어뜨림, 꽃 모조리 쏟아져 나오게 함, 채플린 포스터 훼손함

- 놀이공원1: 목마 1개 파괴함

- 생일: 풍선 1개 터뜨림

- 사과도둑: UFO를 격추하고 폭발시킴

- 놀이공원2: 대형 거울 1개 깨뜨림[내용주 43]

- 원숭이 숲: 자신의 도시락을 원숭이들이 모조리 먹어치움

- 공사현장: 나무판자 모조리 쓰러뜨림

- TV보기2: 천장 파괴함, 안테나 떨어뜨림[내용주 44]

- 첫 출근: 책 쏟음, 책자 훼손함, 칸막이 벽 쓰러뜨림[내용주 45]

- 요리사: 자신과 꽁꽁이 만든 케이크를 도도의 얼굴에 던져 훼손함

- 보이스카우트2: 밧줄 풀리게 함

- 사우나: 냉탕의 배수구 마개를 빼버리는 바람에 바람에 냉탕 물을 다 빠져버리게 함[내용주 46], 벤치 1개 파괴함

- 벽지 바르기: 벽지 뜯겨지게 함, 액자 모조리 떨어뜨림

- 배관공사: 세면대 파손함, 자신이 물이 새는 파이프를 수리하다가 파이프가 부서지면서 도도의 집까지 무너져내리게 함

- 신호등: 자신의 자동차 파손함[내용주 47]

- 달나라여행: 뿅망치 분실함

- 유령의 집: 창문 2개 깨뜨림

### 3기
- 탁구: 탁구대 파괴함

- 에어로빅: 없음

- 수영: 자신의 나무 의자 파손함, 수영장 코스 로프 2개를 풀려 자신의 몸을 휘감김

- 윈드서핑: 윈드서핑용 판 위의 돛대 파괴함

- 경기장 가는 길: 비행기에서 꽁꽁의 도시락과 간식까지 먹어치움, 개찰구 고장냄

- 스키: 스키봉 2개 분실함, 스키판 1개 부러뜨림

- 핸드볼: 인간 조형물 2개, 핸드볼 골대 1대 넘어뜨림

- 해머 던지기: 물의 일부를 밖으로 빠져나오게 함

- 배드민턴: 자신의 점수판 종이 뜯겨져 나오게 함, 물병을 넘어뜨리고 안에 든 물을 모조리 쏟아져 나오게 함

- 마라톤2: 없음

- 펜싱: 꽁꽁의 펜싱칼 부러뜨림, 촛대 1개를 넘어뜨리고 그 촛대에 꽂혀 있던 초 3개를 모조리 쏟아져 나오게 함, 자신의 몸을 묶은 줄이 감긴 봉 파손함

- 펠로타: 전등 2개 깨뜨림, 나무 1그루 쓰러뜨림, 벽돌 일부 부서뜨림

- 스키2: 없음

- 장대 높이뛰기: 없음

- 창 던지기: 없음

- 역도: 역기 모조리 무너뜨림

- 양궁: 없음

- 가라데: 창호지 찢음, 벽 일부 쓰러뜨림

- 패들 테니스: 후다닥의 자전거 파손함, 테니스공 1개 분실함

- 스포츠 기자: 엘리베이터 비상벨 오발함, 자신이 들고 있던 인터뷰용 도구 모조리 파손함, 인터뷰장이 아수라장이 됨

- 경보: 없음

- 모터 레이싱: 코스 바로 밖에 있는 타이어를 모조리 무너뜨림, 자신의 경주용 자동차 고장냄

- 체스: 알람용 시계 고장냄

- 골볼: 없음

- 농구2: 농구골대 1대 파괴함, 플러그 빠지게 함

- 실내축구: 나뭇잎 일부 쏟음, 둥지 떨어뜨림, 축구공 1개 터뜨림

- 철인3종 경기: 자전거 2대 파손함, 열매 1개 떨어뜨림

- 높이뛰기: 철봉 1개 떨어뜨림

- 마장마술: 없음

- 리듬체조: 경기 촬영용 기구 모조리 파손함, 도넛 일부 떨어뜨림

- 마라톤3: 꽃다발 훼손함, 와인병에 든 와인을 모조리 쏟음

- 럭비: 없음

- 단거리 경주: 모래장 훼손함

- 스노우보드: 방향을 알리는 나무 표지판 1개 부러뜨림

- 테니스2: 자신이 입은 바지 속에 있던 테니스공이 모조리 쏟아져 나옴

- 하키: 없음

- 축구2: 없음

- 비치 발리볼: 없음

- 모터사이클: 기름 쏟아져 나오게 함, 꽁꽁의 경주용 오토바이 파손함[내용주 48]

- 올림픽 경기장: 꽁꽁의 페인트차 넘어뜨림, 후다닥이 그린 자신의 그림에 갈색 페인트통 1개를 쏟아부어 경기장 바닥을 갈색으로 얼룩지게 함, 장애물 일부 파괴함

- 기계체조: 청소용 도구 넘어뜨림

- 테니스3: 2위에게 주는 트로피의 손잡이를 떨어져 나가게 함

- 휠체어 농구: 휠체어 2대 파손함[내용주 49]

- 유도: 없음

- 경보2: 풍선 2개 터뜨림[내용주 50]

- 산악 자전거: 자신의 자전거 파손함

- 카누: 나무 쓰러뜨림, 카누용 도구 모조리 분실함

- 패러글라이딩: 없음

- 멀리뛰기: 빗자루 부러뜨림

- 농구3: 농구골대 1대 파괴함

- 사이클: 없음

- 요트경기: 자신의 요트 침몰시킴[내용주 51]

## 에피소드별 삽입곡
2기에서만 나온다. 코미디 애니메이션이라 일부 에피소드에서는 연주 방식도 코미디스럽다.
- 26화 오케스트라: 모차르트 - 아이네 클라이네 나흐트 뮤직, 조르주 비제 - 투우사의 노래
- 39화 사과도둑: 루이지 보케리니 - 미뉴에트 E장조
- 41화 원숭이 숲: 존 필드 - 녹턴, ???
- 45화 요리사: 마리아 칼라스 - 하바네라
- 52화 유령의 집: 차이코프스키 - 사탕 요정의 춤

## 같이 보기
- 빼꼼의 머그잔 여행
- 슈퍼 빼꼼: 스파이 대작전
- 특수요원 빼꼼
- 빼꼼: 미션 투 마스
- 빼꼼 게임
- 빼꼼! 또 무슨 일이야?[내용주 52]